# Nut-Feder-Verbindung

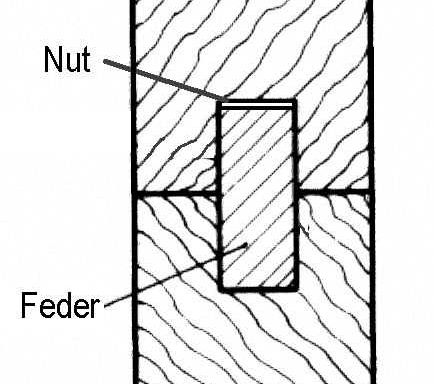
Nut-Feder-Verbindung

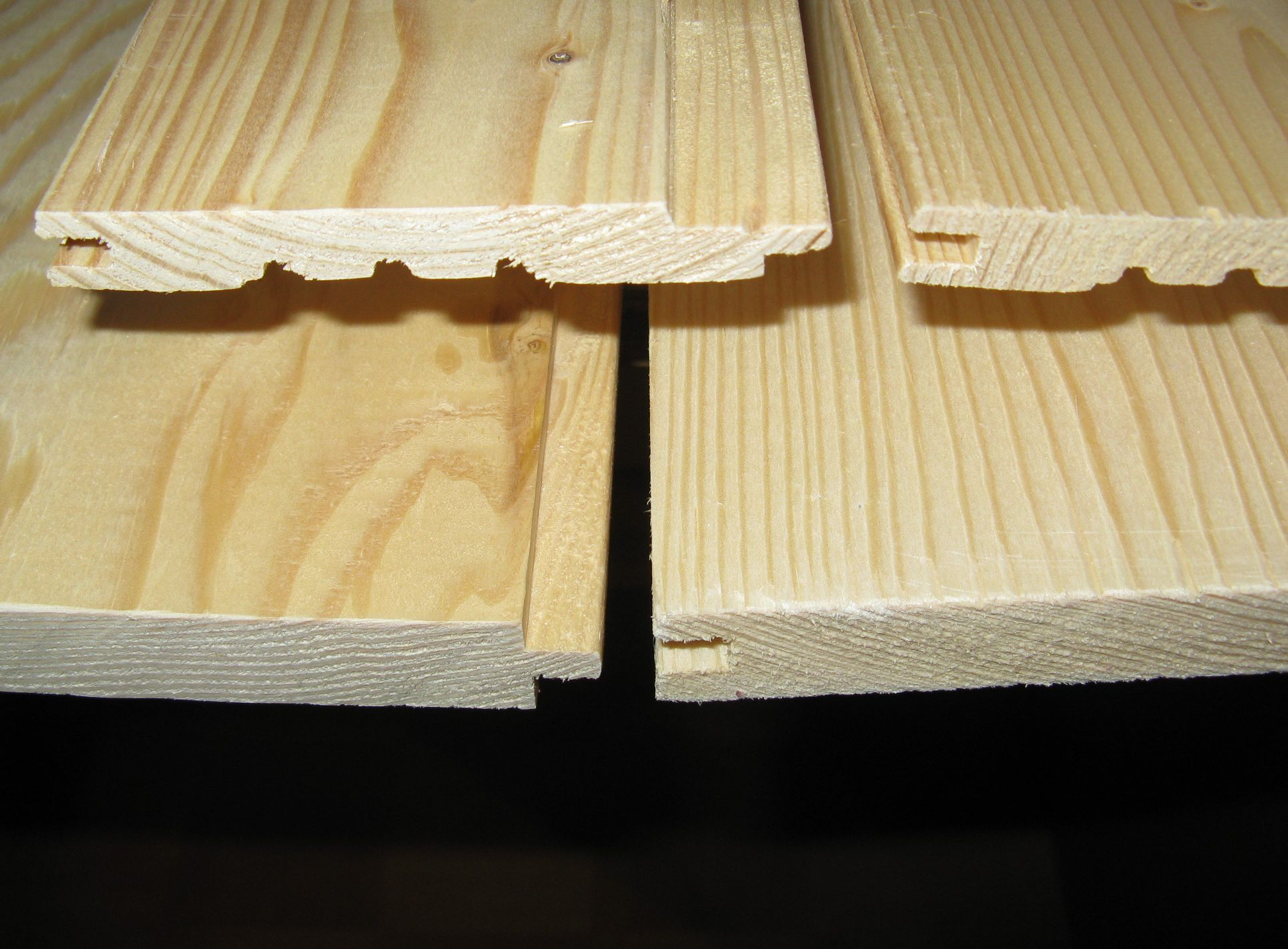
Verbindung zweier Bretter mit Nut und Spund, oben: Täfelung, unten: Fußboden

Die Nut-Feder-Verbindung und die Spundung sind Holzverbindungen, wobei vorwiegend brettartige Bauteile an ihren Rändern zusammengesteckt werden.
- Bei der Nut-Feder-Verbindung haben beide zu verbindende Bauteile an den Rändern je eine Nut, in die, als verbindendes drittes Bauteil, eine sogenannte Feder eingesteckt wird. Die Verbindung ist formschlüssig senkrecht zur Brettebene.
- Bei der Spundung ist eine Feder an den Rand eines der beiden zu verbindenden Bauteile angearbeitet, welche in eine entsprechende Nut des benachbarten Bauteils eingefügt wird.
- Beim sogenannten Blockhausprofil haben die Bretter auf einer Seite eine Nut, auf der anderen Seite die angearbeitete Feder bzw. Spundung.

Nut-Feder-Verbindungen werden nicht immer genau von den Zapfenverbindungen unterschieden. Insbesondere können Zapfenverbindungen auch als Nut-Feder-Verbindung angesehen werden, wenn der Zapfen nicht angearbeitet, sondern in der Art einer Feder eingesetzt ist.

## Funktion
Federn und Spunde sind zu dünn, um eine biegefeste Verbindung herzustellen. Sie sollten daher nur auf Scherung beansprucht werden, etwa um Normalkräfte von Brett zu Brett zu übertragen. Die Belastung eines Dielenbrettes würde dadurch auf die umliegenden Bretter verteilt.

## Anwendung
Beide Verbindungsarten sind klassische Holzverbindungen für Türen, Wände, Böden und Decken aus Holzbrettern. Heute werden auch Kunststoffbretter (zum Beispiel für Laminatböden) verwendet, es überwiegt die Spundung. 
Anwendung findet diese Art des Formschlusses  auch bei der Erstellung von Wänden und größeren Platten aus gleichen Bauteilen, die nicht aus Holz sind. Dämmplatten werden mittels Nut-Feder-Verbindung nicht nur gegenseitig gehalten, es wird auch eine winddichtere Verbindungsstelle erzeugt als mit einfach gerandeten Platten. Betonziegel und Stahlbetonfertigteile werden ebenso formschlüssig zusammengesteckt, um teilweise oder ganz aufs Mörteln verzichten zu können.
Die im Maschinenbau verwendete Welle-Nabe-Verbindung mittels Passfeder ist aus der Nut-Feder-Verbindung hervorgegangen.

## Werkzeuge
Zur Herstellung von Nut und Feder werden handwerklich zum Beispiel Spundhobel oder Spundeisen verwendet. 